# Milano-Sanremo 1932
La Milano-Sanremo 1932, venticinquesima edizione della corsa, fu disputata il 20 marzo 1932 per un percorso totale di 284,5 km. Fu vinta dall'italiano Alfredo Bovet, giunto al traguardo con il tempo di 8h15'45" alla media di 34,433 km/h davanti ai connazionali Alfredo Binda e Michele Mara.
I ciclisti che partirono da Milano furono 146; coloro che tagliarono il traguardo a Sanremo furono 98.

## Ordine d'arrivo (Top 10)
| Pos. | Corridore           | Squadra           | Tempo    |
| ---- | ------------------- | ----------------- | -------- |
| 1    | Alfredo Bovet       | Bianchi           | 8h15'45" |
| 2    | Alfredo Binda       | Legnano-Clément   | a 3'00"  |
| 3    | Michele Mara        | Bianchi           | s.t.     |
| 4    | Leonida Frascarelli | Ilvea             | s.t.     |
| 5    | Luigi Barral        | Olympia           | s.t.     |
| 6    | Raffaele Di Paco    | Wolsit-Hutchinson | a 6'15"  |
| 7    | Charles Pélissier   | Génial Lucifer    | s.t.     |
| 8    | Antonio Pesenti     | Wolsit-Hutchinson | s.t.     |
| 9    | Agostino Bellandi   | Dei               | s.t.     |
| 10   | Michele Orecchia    | Gloria            | s.t.     |